# Kroktjärnen (Lycksele socken, Lappland, 719912-163203)
Kroktjärnen är en sjö i Lycksele kommun i Lappland och ingår i Umeälvens huvudavrinningsområde. Sjön har en area på 0,0953 kvadratkilometer och ligger 274 meter över havet.

## Delavrinningsområde
Kroktjärnen ingår i det delavrinningsområde (719850-163190) som SMHI kallar för Mynnar i Ruskträsket. Medelhöjden är 272 meter över havet och ytan är 4,65 kvadratkilometer. Räknas de 9 avrinningsområdena uppströms in blir den ackumulerade arean 94,94 kvadratkilometer. Mösupbäcken som avvattnar avrinningsområdet har biflödesordning 4, vilket innebär att vattnet flödar genom totalt 4 vattendrag innan det når havet efter 199 kilometer. Avrinningsområdet består mestadels av skog (90 procent). Avrinningsområdet har 0,1 kvadratkilometer vattenytor vilket ger det en sjöprocent på 2,1 procent.